# 2020-as UEFA-bajnokok ligája-döntő
A 2020-as UEFA-bajnokok ligája-döntő az európai labdarúgó-klubcsapatok legrangosabb tornájának 28., jogelődjeivel együttvéve a 65. döntője volt. A mérkőzést az isztambuli Atatürk Olimpiai Stadionban rendezték volna eredetileg május 30-án, magyar idő szerint 21 órától. 2020 márciusában a koronavírus-járvány miatt a döntőt elhalasztották. Az UEFA 2020. június 17-i döntése értelmében a döntőt a lisszaboni Estádio da Luz stadionban rendezték 2020. augusztus 23-án, helyi idő szerint 20 órától (magyar idő szerint 21 órától), zárt kapuk mögött. A mérkőzést a Bayern München nyerte 1–0-ra. A Bayern története hatodik BEK/BL-győzelmét szerezte. A BL történetében először fordult elő, hogy a győztes minden mérkőzését megnyerte.
A mérkőzés győztese részt vett a 2020-as UEFA-szuperkupa döntőjében, ahol az ellenfél a 2019–2020-as Európa-liga győztese volt, valamint a 2020-as FIFA-klubvilágbajnokságra is kijutott. A győztes a 2020–2021-es UEFA-bajnokok ligája csoportkörébe is részvételi jogot kapott, de bajnoki helyezés alapján is kvótát szerzett.

## Háttér
A Paris Saint-Germain először vett részt a BL-döntőben. Úgy jutottak döntőbe, hogy a mérkőzés előtt 110 mérkőzést játszottak az európai kupákban, amellyel megelőzték az Arsenal ezirányú rekordját, amely 90 mérkőzés volt a 2006-os BL-döntő előtt. Hetedik alkalommal jutott be francia csapat a döntőbe, a 2004-es döntő óta az első. Egyedüli francia csapatként az Marseille nyert BL-t, még 1993-ban. A PSG harmadik alkalommal játszott európai kupadöntőt, Korábban az 1996-os KEK-döntőben győzött, az 1997-es KEK-döntőt viszont elvesztette. A csapat az 1996-os kupagyőzelmét követően az UEFA-szuperkupán kikapott. A PSG megnyerte a Covid19-pandémia miatt félbeszakadt 2019–2020-as francia bajnokságot és a 2019–2020-as francia kupát is. Megnyerték a 2019–2020-as francia ligakupát és a szuperkupát is.
A  Bayern München 11. alkalommal játszott BEK/BL-döntőt. Korábban ötször győzött (1974, 1975, 1976, 2001, 2013), ötször vesztett (1982, 1987, 1999, 2010, 2012). Összességében a 13. döntőjük volt, az 1967-es KEK-döntőben és az 1996-os UEFA-kupa-döntőben is győztek. A Bayern megnyerte a  2019–2020-as német bajnokságot és a 2019–2020-as német kupát is. A döntőt megelőzően a Bayern egy 20 mérkőzéses győzelmi sorozatban volt, és veretlen volt 2020-ban, a döntőt megelőző 29 mérkőzésen veretlenek (28 győzelem és 1 döntetlen). A Bayern a második csapat, amely veretlenül jutott a BL-döntőbe az AC Milan 1993-as teljesítménye után, amely a döntőben végül az egyetlen korábbi francia győztestől (Marseille) kapott ki.
Mindkét csapat bajnokként indult a BL-ben, 1998 óta ez volt az első alkalom, hogy két bajnokcsapat játszotta a döntőt. 1976 után másodjára fordul elő, hogy a BEK/BL-döntőben francia és német csapat játszott egymással.

## Csapatok
Megjegyzés: a torna elnevezése 1992-ig bajnokcsapatok Európa-kupája, 1993-tól UEFA-bajnokok ligája volt.
| Csapat              | Az ezt megelőző döntős szereplések évszámai (vastaggal a győztes évek) |
| ------------------- | ---------------------------------------------------------------------- |
| Paris Saint-Germain | Nem volt                                                               |
| Bayern München      | 10 (1974, 1975, 1976, 1982, 1987, 1999, 2001, 2010, 2012, 2013)        |

## Út a döntőig
Megjegyzés: az eredmények a döntősök szempontjából értendőek (H: hazai pályán; I: idegenben, S: semleges pályán).

## A mérkőzés
| 2020. augusztus 23. 20:00 (21:00) |

| Paris Saint-Germain | 0–1               | Bayern München |
| ------------------- | ----------------- | -------------- |
|                     | (0–0) Jegyzőkönyv | Coman 59'      |

| Estádio da Luz, Lisszabon Játékvezető: Daniele Orsato (olasz) |

| Paris Saint-Germain | Bayern München |

| GK            | 1  | Keylor Navas             |     |     |
| RB            | 4  | Thilo Kehrer             |     |     |
| CB            | 2  | Thiago Silva (csk)       | 83' |     |
| CB            | 3  | Presnel Kimpembe         |     |     |
| LB            | 14 | Juan Bernat              |     | 80' |
| CM            | 21 | Ander Herrera            |     | 72' |
| CM            | 5  | Marquinhos               |     |     |
| CM            | 8  | Leandro Paredes          | 52' | 65' |
| RF            | 11 | Ángel Di María           |     | 80' |
| CF            | 7  | Kylian Mbappé            |     |     |
| LF            | 10 | Neymar                   | 81' |     |
| Cserék:       |    |                          |     |     |
| GK            | 16 | Sergio Rico              |     |     |
| GK            | 30 | Marcin Bułka             |     |     |
| DF            | 20 | Layvin Kurzawa           | 85' | 80' |
| DF            | 22 | Abdou Diallo             |     |     |
| DF            | 25 | Mitchel Bakker           |     |     |
| DF            | 31 | Colin Dagba              |     |     |
| MF            | 6  | Marco Verratti           |     | 65' |
| MF            | 19 | Pablo Sarabia            |     |     |
| MF            | 23 | Julian Draxler           |     | 72' |
| MF            | 27 | Idrissa Gueye            |     |     |
| FW            | 17 | Eric Maxim Choupo-Moting |     | 80' |
| FW            | 18 | Mauro Icardi             |     |     |
| Vezetőedző:   |    |                          |     |     |
| Thomas Tuchel |    |                          |     |     |

| GK                | 1  | Manuel Neuer (csk)   |       |     |
| RB                | 32 | Joshua Kimmich       |       |     |
| CB                | 17 | Jérôme Boateng       |       | 25' |
| CB                | 27 | David Alaba          |       |     |
| LB                | 19 | Alphonso Davies      | 28'   |     |
| CM                | 6  | Thiago               |       | 86' |
| CM                | 18 | Leon Goretzka        |       |     |
| RW                | 22 | Serge Gnabry         | 52'   | 68' |
| AM                | 25 | Thomas Müller        | 90+4' |     |
| LW                | 29 | Kingsley Coman       |       | 68' |
| CF                | 9  | Robert Lewandowski   |       |     |
| Cserék:           |    |                      |       |     |
| GK                | 26 | Sven Ulreich         |       |     |
| GK                | 39 | Ron-Thorben Hoffmann |       |     |
| DF                | 2  | Álvaro Odriozola     |       |     |
| DF                | 4  | Niklas Süle          | 56'   | 25' |
| DF                | 5  | Benjamin Pavard      |       |     |
| DF                | 21 | Lucas Hernández      |       |     |
| MF                | 8  | Javi Martínez        |       |     |
| MF                | 10 | Philippe Coutinho    |       | 68' |
| MF                | 11 | Mickaël Cuisance     |       |     |
| MF                | 14 | Ivan Perišić         |       | 68' |
| MF                | 24 | Corentin Tolisso     |       | 86' |
| FW                | 35 | Joshua Zirkzee       |       |     |
| Vezetőedző:       |    |                      |       |     |
| Hans-Dieter Flick |    |                      |       |     |

| A mérkőzés játékosa: Kingsley Coman (Bayern München) Asszisztensek: Lorenzo Manganelli (olasz) Alessandro Giallatini (olasz) Negyedik játékvezető: Ovidiu Hațegan (román) Videobíró: Massimiliano Irrati (olasz) Videobíró asszisztens: Marco Guida (olasz) Alejandro Hernández Hernández (spanyol) Leshelyzeteket felügyelő asszisztens: Roberto Díaz Pérez del Palomar (spanyol) | A mérkőzés szabályai: - 90 perc - 30 perc hosszabbítás, ha szükséges - büntetőpárbaj, ha az állás döntetlen - 12 megnevezett cserejátékos - Legfeljebb öt cserelehetőség legfeljebb három alkalommal, a hosszabbítás során még egy cserelehetőség egy alkalommal. Az alkalmakhoz nem számítanak a félidőben, a hosszabbítás előtt és a hosszabbítás szünetében elvégzett cserék. |

### Statisztika
| Statisztika                  | Paris Saint-Germain | Bayern München |
| ---------------------------- | ------------------- | -------------- |
| Gól                          | 0                   | 0              |
| Kapura tartó lövések száma   | 6                   | 5              |
| Kaput eltaláló lövések száma | 2                   | 1              |
| Védések                      | 1                   | 2              |
| Labdabirtoklás               | 38%                 | 62%            |
| Szöglet                      | 2                   | 2              |
| Szabálytalanság              | 8                   | 9              |
| Les                          | 1                   | 0              |
| Sárga lap                    | 0                   | 1              |
| Piros lap                    | 0                   | 0              |

| Statisztika                  | Paris Saint-Germain | Bayern München |
| ---------------------------- | ------------------- | -------------- |
| Gól                          | 0                   | 1              |
| Kapura tartó lövések száma   | 3                   | 7              |
| Kaput eltaláló lövések száma | 1                   | 1              |
| Védések                      | 0                   | 1              |
| Labdabirtoklás               | 40%                 | 60%            |
| Szöglet                      | 2                   | 2              |
| Szabálytalanság              | 8                   | 13             |
| Les                          | 1                   | 1              |
| Sárga lap                    | 4                   | 3              |
| Piros lap                    | 0                   | 0              |

| Statisztika                  | Paris Saint-Germain | Bayern München |
| ---------------------------- | ------------------- | -------------- |
| Gól                          | 0                   | 1              |
| Kapura tartó lövések száma   | 9                   | 12             |
| Kaput eltaláló lövések száma | 3                   | 2              |
| Védések                      | 1                   | 3              |
| Labdabirtoklás               | 39%                 | 61%            |
| Szöglet                      | 4                   | 4              |
| Szabálytalanság              | 16                  | 22             |
| Les                          | 2                   | 1              |
| Sárga lap                    | 4                   | 4              |
| Piros lap                    | 0                   | 0              |